# Nothohoraia
Genre
Nothohoraia est un genre d'insectes diptères nématocères de la famille des Blephariceridae.

## Liste d'espèces
Selon BioLib (16 avril 2019) :
- Nothohoraia micrognathia Craig, 1968